# Enallagma hageni
Enallagma hageni är en trollsländeart som först beskrevs av Walsh 1863.  Enallagma hageni ingår i släktet Enallagma och familjen dammflicksländor. Inga underarter finns listade i Catalogue of Life.